# .tl
.tl (Timor-Leste) é o código TLD (ccTLD) na Internet para Timor-Leste.
É administrado pelo Council of Country Code Administrators (CoCCA) e os registos de segundo nível estão disponíveis através de revendedores de todo o mundo, sem necessidade de presença no território timorense.
O anterior ccTLD de Timor-Leste era .tp. Esse ccTLD foi, de acordo com a IANA, atribuído em 1997.
.tl verifica o ISO 3166-1 standard para códigos de duas letras de territórios e países, e pode ser usado como abreviatura em qualquer das línguas oficiais de Timor-Leste: Timor Lorosa'e em tétum e Timor-Leste em português.
Todos os anteriores registos em .tp foram automaticamente atribuídos a novos domínios terminando em .tl, deixando de ser aceites novos registos em .tp.
Um subdomínio é gov.tl, para as instituições governamentais timorenses, como o Portal do Governo: www.timor-leste.gov.tl